# Siedlung Linde
Siedlung Linde ist eine Ansiedlung von Aussiedlerhöfen in der Stadtgemeinde Raabs an der Thaya im Bezirk Waidhofen an der Thaya in Niederösterreich.

## Geografie
Die Aussiedlerhöfe liegen an der Landesstraße von Raabs an der Thaya nach Groß-Siegharts und gehören zur Ortschaft Oberndorf bei Raabs.

## Geschichte
Die sechs Höfe entstanden als „Siedlung zur Linde“ und sind im fränkischen Baustil um 1940 neu errichtete Aussiedlerhöfe. Diese wurden von der Deutschen Ansiedlungsgesellschaft in Auftrag gegeben, vom Berliner Architekten Willi Erdmann als „deutscher Musterhof“, der einem typischen Waldviertler Dreiseithof nachempfunden war, geplant und Landwirten zum Kauf angeboten, die im Zuge der Errichtung des Truppenübungsplatzes Allentsteig ihrer Güter verlustig geworden waren. Oftmals wurden hierfür arisierte Großgrundbesitze herangezogen und einer neuen Nutzung zugeführt. In der Siedlung Linde wurden die Gehöfte in einer kleinen Gruppe außerhalb des Ortes angelegt, was die Integration der Zuwanderer erschwerte. Die Umsiedlungshöfe liegen auf den ehemaligen Gründen des Guts in Pfaffenschlag, das zuvor in Besitz der jüdischen Familie Rezek war und 1938 zwangsweise enteignet wurde.

## Naturschutz
Die namensgebende Sommerlinde (Raabser-Linde) steht seit 1954 unter Naturschutz.

## Film
- Blutiger Boden, deutscher Raum. Die Siedlungspläne der SS, Dokumentarfilm, 52 min, ORF/3sat/Hengster Filmproduktion 2024, Buch und Regie: Andreas Kurz.